# Alepocephalus tenebrosus
Alepocephalus tenebrosus är en fiskart som beskrevs av Gilbert 1892. Alepocephalus tenebrosus ingår i släktet Alepocephalus och familjen Alepocephalidae. Inga underarter finns listade i Catalogue of Life.

## Bildgalleri

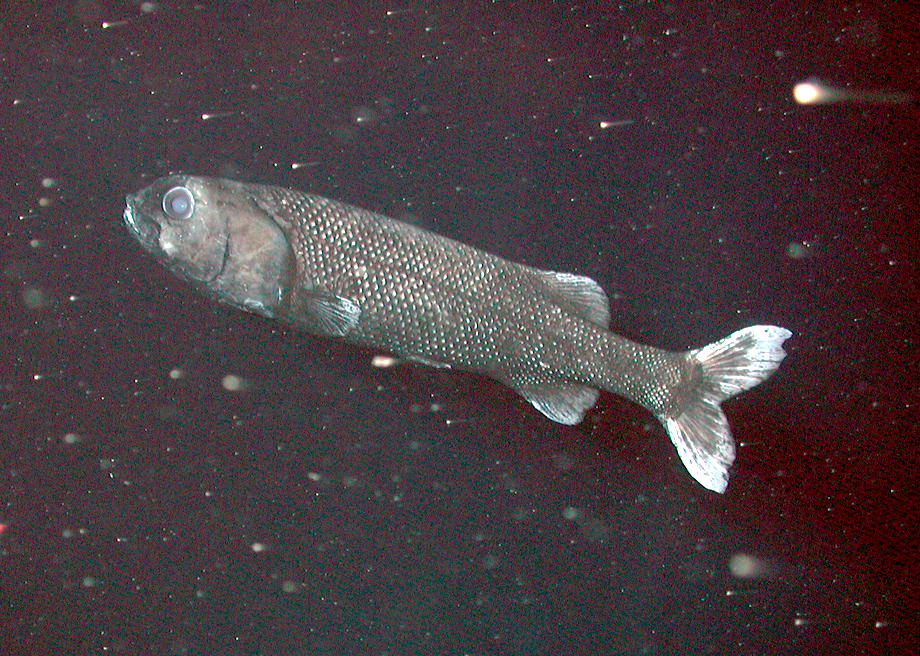